# Grupo Éxito

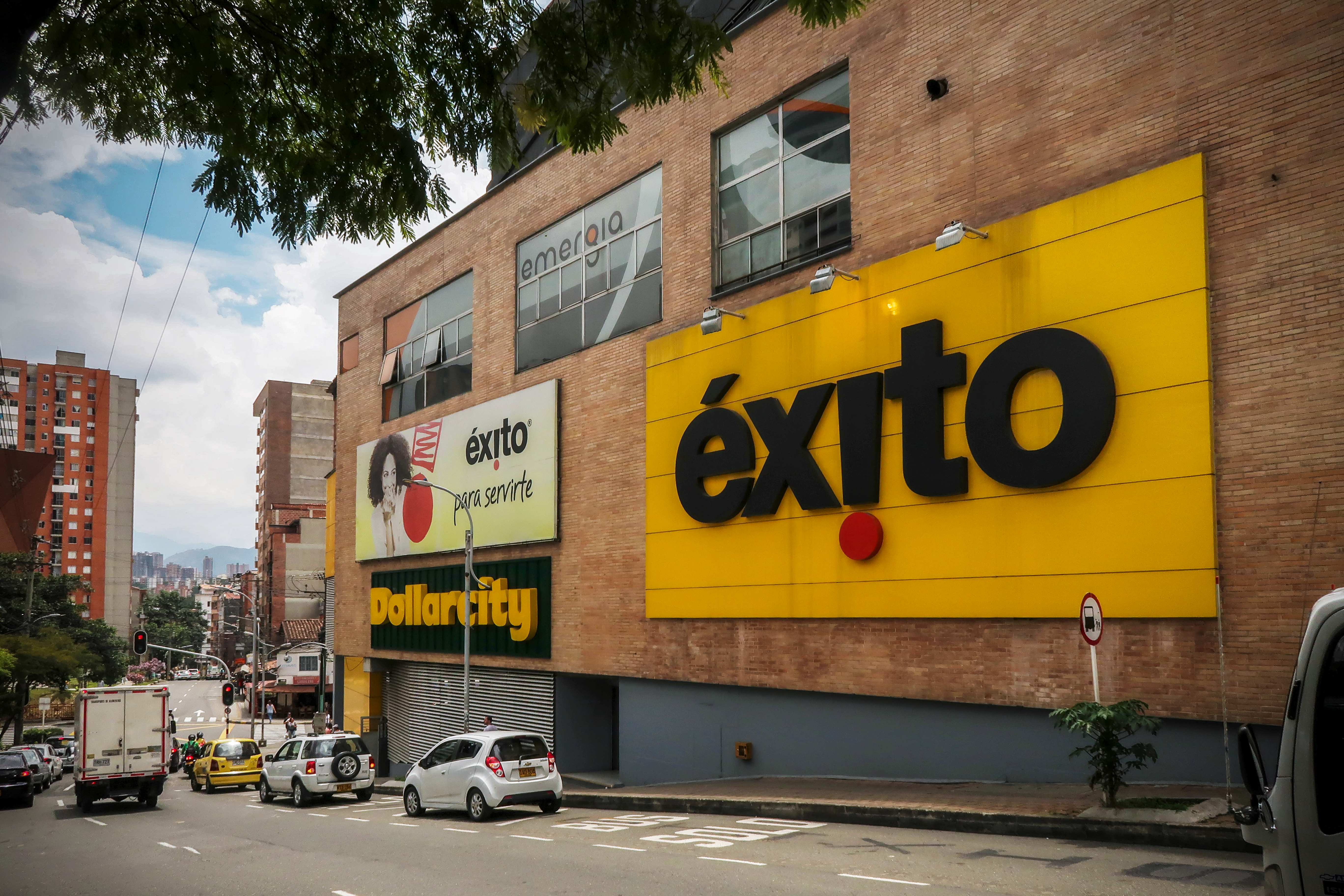
Ein Einkaufszentrum in Sabaneta mit dem Logo der Marke Éxito.

Grupo Éxito S.A., auch bekannt unter dem Namen Almacenes Éxito S.A., ist ein lateinamerikanisches Handelsunternehmen. Mit seinem Sitz in Envigado, Kolumbien, besitzt und betreibt es eine Kette von Einzelhandelsgeschäften mit Lebensmitteln und Non-Food-Produkten. Das Unternehmen ist in Kolumbien als Grupo Éxito vertreten; in Brasilien als Grupo Pão de Açúcar; in Uruguay als Grupo Disco und Grupo Devoto; und in Argentinien als Libertad. Die Éxito-Gruppe ist Tochtergesellschaft der französischen Groupe Casino sowie der GPA-Gruppe, in der alle südamerikanischen Handelsmarken zusammengefasst sind.
Nachdem 2023 bekannt wurde, dass sich Groupe Casino wege massiven finanziellen Schwierigkeiten von Grupo Éxito trennen will, wurde für die zweite Jahreshälfte 2023 der Börsengang an der New York Stock Exchange durch Grupo GPA vorbereitet. Ein Angebot von Jaime Gilinski 51 % der Aktien für 586,5 Millionen USD zu übernehmen, wurde von GPA abgelehnt.

## Unternehmensstruktur
Almacenes Éxito wurde 1949 in Medellín gegründet. Einen Vorläufer des Unternehmens namens Carulla gab es bereits 1905.
Almacenes Éxito betreibt insgesamt mehr als 3.200 Lebensmitteleinzelhandelsgeschäfte, darunter 2.100 Einheiten in Kolumbien, mehr als 1.000 in Brasilien, 96 in Uruguay und 32 in Argentinien. Es werden über 200.0000 Mitarbeiter beschäftigt (Stand 2023). Almacenes Éxito verkauft ebenso Verbraucherkredite, Versicherungen, Reisen, Zahlungsanweisungen, Elektroartikel unter dem Namen Cnova und Textilien. Das Unternehmen betätigt sich zudem im Immobilienmanagement sowie im Direkthandel mit exito.com, carulla.com, digitalen Katalogen und Hauslieferungen. 
Ihre Hypermärkte, Supermärkte, Fachgeschäfte und Kaufhäuser firmieren hauptsächlich unter dem Markennamen Éxito, Pão de Açúcar, Minuto Pão de Açúcar, Extra Hiper, Extra Super, Minimercado Extra, Assaí, Pontofrio und Casas Bahia, sowie den Online-Seiten mit CasasBahia.com, Extra.com, Pontofrio.com, Baratiro.com, Partiuviagens.com und Cdiscount.com, sowie gpamalls.com.br.